# اچ‌ام‌اس توتم (پی۳۵۲)
اچ‌ام‌اس توتم (پی۳۵۲) (به انگلیسی: HMS Totem (P352)) یک زیردریایی بود که طول آن ۲۷۶ فوت ۶ اینچ (۸۴٫۲۸ متر) بود. این زیردریایی در سال ۱۹۴۳ ساخته شد.